# Даларна (лен)
Даларна (швед. Dalarnas län) — лен у центральній Швеції. Центр — місто Фалун. Розташований у ландскапі (провінції) Даларна. Межує з ленами Ємтланд, Євлеборґ, Вестманланд, Вермланд та Еребру. 
Лен заснований у 1647 році. До 1 січня 1997 року називався Коппарберг (швед. Kopparbergs län).

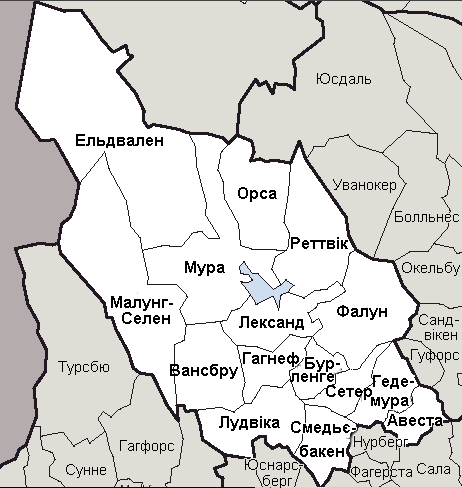
Комуни лену Даларна

## Адміністративний поділ
Адміністративно лен Даларна поділяється на 15 комун:
1. Комуна Авеста (Avesta kommun)
2. Комуна Бурленге (Borlänge kommun)
3. Комуна Вансбру (Vansbro kommun)
4. Комуна Гагнеф (Gagnefs kommun)
5. Комуна Гедемура (Hedemora kommun)
6. Комуна Ельвдален (Älvdalens kommun)
7. Комуна Лександ (Leksands kommun)
8. Комуна Лудвіка (Ludvika kommun)
9. Комуна Малунг-Селен (Malung-Sälens kommun)
10. Комуна Мура (Mora kommun)
11. Комуна Орса (Orsa kommun)
12. Комуна Реттвік (Rättviks kommun)
13. Комуна Сетер (Säters kommun)
14. Комуна Смедьєбакен (Smedjebackens kommun)
15. Комуна Фалун (Falu kommun)